# Nikolaus II Esterházy de Galantha

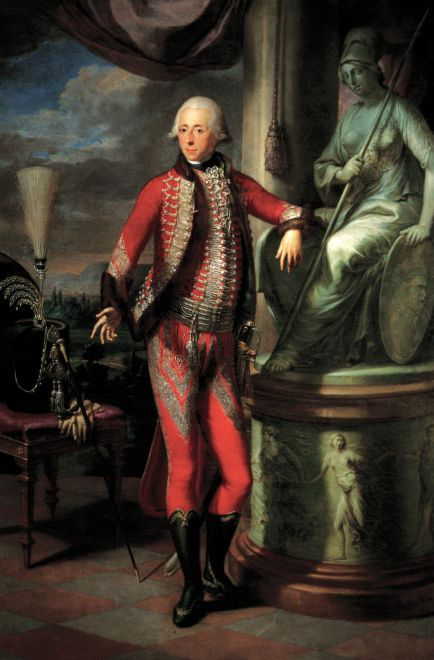
Nikolaus II. Fürst Esterházy, oljemålning av Martin Knoller, 1793.

Nikolaus II Esterházy de Galantha, född 12 december 1765, död 25 november 1833, var en ungersk furste, militär och diplomat. Han var far till Paul III Anton Esterházy de Galantha.
Esterházy grundade en tavel- och kopparsticksamling, som sedan 1871 är ungersk statsegendom, och underminerade i kombination mellan mecenatskap och överdådig byggnadsverksamhet familjens ekonomi. 1797 och 1809 uppsatte han på egen bekostnad regementen mot fransmännen, vid sistnämnda tillfälle efter att ha avissat ett erbjudande från Napoleon I att överta Ungerns krona.